# Markéta Konvičková
Markéta Konvičková (ur. 17 maja 1994 w Trzyńcu) – czeska piosenkarka.

## Życiorys
Urodziła się w Trzyńcu. W 2013 zdała maturę w Technikum Hotelarskim w Czeskim Cieszynie. Następnie rozpoczęła studia na Wydziale Ekonomicznym VŠB w Ostrawie.

### Kariera
Po raz pierwszy zwróciła na siebie uwagę jako finalistka konkursu Česko Slovenská SuperStar. Uczestniczyła również w konkursie Werk Anděl a Havířská nota. Po konkursie, menedżer Petr Šiška zaoferował jej umowę z agencją Petarda Production. W kwietniu 2010 ukazała się jej płyta pt. Na šňůře perel.
W listopadzie 2010 roku została ogłoszona „odkryciem roku” w ankiecie Český Slavík Mattoni.
1 września 2011 roku ukazał się jej drugi album pt. Kafe, bar a nikotin. 4 czerwca 2013 roku wydała swój trzeci album Tablo, a jesienią 2017 roku – czwarty album pt. JÁ.

## Dyskografia

### Albumy
- Na šňůře perel, 2010
- Hard Rock Cafe Live, 2011
- Kafe, bar a nikotin, 2011
- Tablo, 2013
- JÁ, 2017

### Utwory
- Co hvězdám šeptají (CD Na šňůře perel) – 2010
- To holky maj rády (CD Na šňůře perel) – 2010[3]
- Láska se nedá dělit třemi (CD Na šňůře perel) – 2010
- Nenech mě čekat (DVD tour) – 2010
- Cizí světy (CD Kafe, bar a nikotin) – 2011
- Zapomeň (CD Kafe, bar a nikotin) – 2011
- Smutná (CD Kafe, bar a nikotin) – 2012
- Bye, Bye! ft. Elis – 2012
- Jenom na pár dní (CD Kafe, bar a nikotin) – 2012
- Z ráje jsem utekla (CD Tablo) – 2013
- Já jsem Tvůj vesmír (CD Tablo) – 2013
- V iluzi (CD JÁ) – 2016
- Teď už vím ft. Suvereno (CD JÁ) – 2017
- Ty (CD Já) – 2017

## Nagrody
- Odkrycie roku, Český Slavík Mattoni, 2010
- Odkrycie roku, Hudební ceny Óčka, 2010